# 조일알미늄
조일알미늄 주식회사는 대한민국의 철강생산업체이다.